# Tabt
|  | Denne artikel er oprettet af botten Steenthbot ud fra en ekstern database. Den kan derfor have sproglige fejl eller mangler. Denne skabelon kan fjernes efter kontrol af indholdet. |

Tabt er en dansk kortfilm fra 2017 instrueret af Asbjørn Rosenlund.

## Medvirkende
- Ole Dupont, Læge
- Ebbe Engmark, Far
- Nadia Kvist, Mona
- Mia Lerdam, Receptionist
- Nana Parbst, Signe
- Anna Magleby Sørensen, Pige